# Bitwa pod Cheat Mountain
Bitwa pod Cheat Mountain – starcie zbrojne, które miało miejsce w dniach 12–15 września 1861 w trakcie operacji w zachodniej Wirginii przeprowadzonej podczas wojny secesyjnej.
Po porażce poniesionej w bitwie pod Rich Mountain oddziały konfederackie przeorganizowały swoje siły w dolinach górnego Tygartu oraz Greenbrier. Obie doliny oddzielone były pasmem wzgórz Cheat Mountain. Wojska federalne dowodzone przez generała brygady Josepha E. Reynoldsa rozlokowane były tymczasem pomiędzy Huttonsville a Elkwater, w Forcie Cheat Mountain Summit.
Po objęciu dowodzenia nad wojskami konfederackimi przez generała Lee, jego celem stało się połączenie wszystkich zgrupowań wojskowych południowców a następnie zdobycie przy pomocy tych sił Cheat Mountain. Siły Lee składały się z następujących zgrupowań:
- 2 brygady stacjonujące na wschód od Cheat Mountain w Camp Bartow nad Greenbrier
- 4 brygady stacjonujące w dolinie Tygart na zachód od Cheat Mountain
- Armia Kanwahy (Army of Kanwaha), stacjonująca 160 km na południe, w Sewill Mountain

Dowodzenie tymi oddziałami było utrudnione nie tylko ze względu na znaczne oddalenie, ale także na skutek nadmiaru indywidualności przejawianych przez poszczególnych dowódców Konfederacji. W ten sposób Lee sam zmuszony był do rozpoznania terenu i dróg prowadzących do Cheat Mountain.
Według planu Lee, pułkownik Albert Rust na czele jednej brygady miał podążyć ścieżką prowadzącą z Camp Bartow przez las, natomiast generał Henry R. Jackson na czele innej brygady skierować się miał wzdłuż drogi Staunton-Parkesburg Turnpike na szczyt wzgórza. W tym samym czasie Samuel R. Anderson zaatakować miał fort na wzgórzu od zachodu. Po zdobyciu fortu wojska Jesse S. Burke’a oraz generała brygady Daniela S. Donelsona planowane były do ataku w kierunku północnym po obu stronach doliny rzeki Tygart. W razie zaskoczenia przeciwnika plan rokował nadzieje na sukces. Nie uwzględniał on jednak dwóch ważnych czynników: ukształtowania terenu i warunków pogodowych.
Dnia 12 września 1861 oddziały Rusta rozpoczęły podejście przez gęsty las. Jackson tymczasem bez żadnych trudności zajął swoje pozycje wyjściowe na drodze w chwili, gdy oddziały Andersona zaskoczyły przeciwnika na zachodniej stronie Cheat Mountains.
Rankiem dnia 13 września Jackson rozpoczął przygotowania do zajęcia fortu. Wraz z Andersonem oczekiwał na sygnał do ataku. Ten jednak się przeciągnął z powodu trudności podczas marszu wojsk Rusta. Po 30 km marszu przez trudny, gęsto zalesiony i bagnisty teren, brygada dotarła w końcu w rzęsistym deszczu na szczyt niezauważona przez obsadę fortu. Jednak Rust nie wykorzystał elementu zaskoczenia, atakując kolumnę zaopatrzeniową pół mili od fortu. Przypadkiem w tym miejscu znalazł się oddział w sile 300 ludzi pod wodzą Nathana Kimballa, który natychmiast uderzył na siły konfederatów. W gęstym lesie doszło do zażartej walki, która skończyła się w momencie gdy Rust nakazał swojej osłabionej brygadzie wycofanie się. Po bitwie dowódca tłumaczył swoją decyzję chęcią ratowania brygady przed przeważającymi siłami wroga.
Błąd Rusta zdecydował o tym, że element zaskoczenia nie powiódł się, a skoordynowany atak sił konfederackich nie nastąpił. Wojska Unii skoncentrowały się na odpieraniu ataków przeciwnika. Po dwóch dniach manewrowania wojska Lee opuściły miejsce bitwy i wycofały się do Valley Head oraz Camp Bartow.